# Francisco César García Magán
Francisco César García Magán (ur. 2 lutego 1962 w Madrycie) – hiszpański duchowny katolicki, biskup pomocniczy Toledo od 2022.

## Życiorys

### Prezbiterat
Święcenia kapłańskie przyjął 13 lipca 1986 i został inkardynowany do archidiecezji Toledo. W latach 1991–1995 pracował w Sekcji Spraw Ogólnych Sekretariatu Stanu Stolicy Apostolskiej. W 1995 rozpoczął przygotowanie do służby dyplomatycznej na Papieskiej Akademii Kościelnej. W 1998 rozpoczął służbę w dyplomacji watykańskiej pracując jako sekretarz nuncjatur w Kolumbii (1998–2000), Nikaragui (2000-2003), Francji (2003-2006) i Serbii (2006-2007). W 2007 powrócił do rodzimej diecezji i objął funkcję wikariusza biskupiego ds. kultury. W 2015 mianowany prowikariuszem, a pięć lat później wikariuszem generalnym archidiecezji.

### Episkopat
15 listopada 2021 papież Franciszek mianował go biskupem pomocniczym archidiecezji Toledo ze stolicą tytularną Scebatiana. Sakry udzielił mu 15 stycznia 2022 arcybiskup Francisco Cerro Chaves.